# Civicus
CIVICUS – międzynarodowa organizacja pozarządowa, która określa się jako „globalny sojusz poświęcony wzmocnieniu działań obywatelskich i społeczeństwa obywatelskiego na całym świecie”. Została założona w 1993 i liczy przeszło 9000 członków z ponad 175 krajów. Siedziba znajduje się w Johannesburgu, biura w Genewie i Nowym Jorku.

## Historia
W 1991 20 liderów organizacji pozarządowych (NGO) i ruchów społecznych z różnych krajów zebrało się, by ustalić sposoby wspierania udział obywateli w rządowych procesach decyzyjnych [3]. 1993 ukonstytuował się zarząd założycielski, który powołał CIVICUS (od łacińskiego terminu oznaczającego „dotyczący społeczności”).

## Misja i wartości
Organizacja działa na rzecz ochrony i rozwoju przestrzeni obywatelskiej, w której ludzie mogą wyrażać się i organizować. W szczególności organizacja koncentruje się na regionach, w których demokracja uczestnicząca i wolność zrzeszania się są zagrożone. CIVICUS zalicza się do jej głównych wartości: Sprawiedliwości i Równości, w ramach których wszyscy ludzie mogą swobodnie korzystać ze swoich praw obywatelskich określonych w Powszechnej Deklaracji Praw Człowieka.

## Społeczeństwo obywatelskie
Społeczeństwo obywatelskie, określane jako „trzeci sektor” społeczeństwa, jest głównym celem CIVICUS. Najważniejsze projekty i programy mają na celu wzmocnienie i służenie społeczeństwu obywatelskiemu, szczególnie na południowej półkuli globu. Na swojej stronie internetowej CIVICUS opisuje społeczeństwo obywatelskie jako szerokie, które „obejmuje organizacje pozarządowe, działaczy, koalicje i sieci społeczeństwa obywatelskiego, ruchy protestacyjne i społeczne, organizacje wolontariackie, organizacje prowadzące kampanie, organizacje charytatywne, grupy wyznaniowe, związki zawodowe i fundacje filantropijne”. Te grupy, osoby i organizacje uczestniczą w CIVICUS.

## Pola działania
Głównymi projektami organizacji są m.in.:
- Raport o stanie społeczeństwa obywatelskiego (State of Civil Society Report), który zawiera ocenę środowiska działania organizacji pozarządowych, globalne zarządzanie i trendy legislacyjne wpływające na wolności obywatelskie[6]
- Międzynarodowy Tydzień Społeczeństwa Obywatelskiego (International Civil Society Week) – odbywające się co pół roku globalne spotkanie społeczeństwa obywatelskiego w celu łączenia się, debatowania i tworzenia wspólnych rozwiązań[7]
- CIVICUS Monitor[8] – globalne narzędzie stworzone i obsługiwane przez ponad 20 partnerów badawczych. Śledzi zmiany w społeczeństwach obywatelskich krajów na całym świecie i ocenia stan wolności społeczeństwa obywatelskiego[9]
- SPEAK! – platforma, na której ludzie na całym świecie mogą wypowiadać się w sprawach, które są dla nich najważniejsze[10].

## Polska
W latach 2017–2021 CIVICUS sformułował serię alertów dotyczących stanu społeczeństwa obywatelskiego w Polsce. W lutym 2021 CIVICUS dodał Polskę do listy krajów obserwowanych w związku z naruszeniami praw człowieka przytaczając w Monitorze serię przykładów.